# Procridinae
Procridinae este o subfamiliei din familia Zygaenidae. 

## Genuri
- Acoloithus Clemens, 1860
- Adscita Retzius, 1783
- Artona Walker, 1854
- Australartona Tarmann, 2005
- Clelea Walker, 1854
- Euclimaciopsis Tremewan, 1973
- Gonioprocris Jordan, 1913
- Harrisina Packard, 1864
- Hestiochora Meyrick, 1886
- Homophylotis Turner, 1904
- Jordanita Verity, 1946
- Myrtartona Tarmann, 2005
- Neoprocris Jordan, 1915
- Palmartona Tarmann, 2005
- Pollanisus Walker, 1854
- Pyromorpha Herrich-Schäffer, [1854]
- Pseudoamuria Tarmann, 2005
- Pseudoprocris Druce in Godman & Salvin, 1884
- Onceropyga Turner, 1906
- Rhagades Wallengren, 1863
- Seryda Walker, 1856
- Tetraclonia Jordan, 1913
- Theresimima Strand, 1917
- Thyrassia Butler, 1876
- Triprocris Grote, 1873
- Turneriprocris Bryk, 1936
- Urodopsis Jordan, 1913